# Acalypha purpusii
Acalypha purpusii är en törelväxtart som beskrevs av Townshend Stith Brandegee. Acalypha purpusii ingår i släktet akalyfor, och familjen törelväxter. Inga underarter finns listade i Catalogue of Life.